# Fabiana Vallejos
Fabiana Gisela Vallejos (San Isidro, Buenos Aires, Argentina, 30 de julio de 1985) es una futbolista argentina, actualmente milita en el San Luis FC de la Primera División Argentina.

## Trayectoria

### Inicios
Comenzó a jugar al fútbol de muy pequeña en el Polideportivo Los Tulipanes de Garín, primero entre varones y luego organizó un equipo femenino. En 1998 jugó un par de meses en el club Defensores de Belgrano, y de ahí pasó a River Plate, aunque por su edad debió esperar a cumplir los catorce años, en el año 2000, para debutar en la primera división.

### Primera División
Con River Plate debió conformarse con subcampeonatos durante sus primeros dos años en el club. Fue recién en el Torneo Apertura 2002 cuando logró ganar su primer título luego de vencer a Independiente en el partido de desempate. El diario La Nación la calificó como «lo mejor» de aquel cotejo decisivo.
En 2006 pasó de River a Boca Juniors. Su primer torneo jugando en Boca fue el Apertura 2006, obteniendo el título luego de vencer a San Lorenzo en un partido de desempate por el campeonato y marcando uno de cuatro goles de la victoria. Continuó jugando para la institución y ganando los torneos siguientes hasta el Clausura 2008, el último de los diez torneos que Boca Juniors ganó de forma consecutiva durante esa década.
En 2009 llegó a Everton de Viña del Mar como refuerzo para disputar la Copa Femenina 2009. Ese mismo año ganó con el club el Torneo 2009 de la primera división chilena y la Copa Chile 2009.
En 2015 fue campeona con Boca Juniors de la Supercopa femenina de Argentina 2015.
El 19 de enero de 2021, se consagró campeona con la camiseta de Boca logrando una goleada ante River por 7 a 0. Consiguió el primer campeonato de la era semiprofesional del fútbol femenino en Argentina.
En 18 de enero de 2023, es fichada por Deportivo Cali Femenino para afrontar la Primera División femenina de Colombia.
En febrero de 2024 fue el tercer fichaje de Coquimbo Unido de la Primera División de Chile.

## Selección nacional
A los quince años debutó en la selección sub-19 y a partir de 2003 fue jugadora internacional de la selección mayor, con la que participó en los Juegos Panamericanos 2003 y de 2007, obtuvo el oro en el Campeonato Sudamericano 2006, jugó la Copa Mundial Femenina de Fútbol en las ediciones de 2003 y 2007, y formó parte de la delegación nacional en los Juegos Olímpicos de 2008. En 2014 obtuvo el oro en los Juegos Suramericanos disputados en Chile.

### Participaciones en Copas del Mundo
| Torneo               | Sede           | Resultado    | Partidos | Goles | Asistencias |
| -------------------- | -------------- | ------------ | -------- | ----- | ----------- |
| Copa Mundial de 2003 | Estados Unidos | Primera fase | 3        | 0     | 0           |
| Copa Mundial de 2007 | China          | Primera fase | 3        | 0     | 0           |

### Participaciones en Campeonatos Sudamericanos
| Sudamericano         | Sede      | Resultado | Partidos | Goles |
| -------------------- | --------- | --------- | -------- | ----- |
| Sudamericano de 2006 | Argentina | Campeón   | 7        | 2     |

### Participaciones en Juegos Olímpicos
| Juegos Olímpicos         | Sede  | Resultado    | Partidos | Goles |
| ------------------------ | ----- | ------------ | -------- | ----- |
| Juegos Olímpicos de 2008 | Pekín | Primera fase | 3        | 0     |

## Clubes
| Club                    | País      | Año       |
| ----------------------- | --------- | --------- |
| Boca Juniors            | Argentina |           |
| River Plate             | Argentina | 2002-2006 |
| Boca Juniors            | Argentina | 2006-2009 |
| Everton de Viña del Mar | Chile     | 2009-2010 |
| Cobreloa                | Chile     | 2011      |
| River Plate             | Argentina | 2011-2014 |
| Boca Juniors            | Argentina | 2014-??   |
| Granada                 | España    | 2017      |
| Atlético Huila          | Colombia  | 2018      |
| Boca Juniors            | Argentina | 2019-2021 |
| Independiente Santa Fe  | Colombia  | 2022      |
| Santiago Morning        | Chile     | 2022      |
| Deportivo Cali          | Colombia  | 2023-2024 |
| Coquimbo Unido          | Chile     | 2024      |
| Universidad de Chile    | Chile     | 2025      |
| Santiago Wanderers      | Chile     | 2025      |
| San Luis FC             | Argentina | 2025      |

## Palmarés

### Campeonatos nacionales
| Título                 | Club           | País      | Año     |
| ---------------------- | -------------- | --------- | ------- |
| Primera División A     | River Plate    | Argentina | 2002    |
| Primera División A     | River Plate    | Argentina | 2003    |
| Primera División A     | Boca Juniors   | Argentina | 2006    |
| Primera División A     | Boca Juniors   | Argentina | 2007    |
| Primera División A     | Boca Juniors   | Argentina | 2007    |
| Primera División A     | Boca Juniors   | Argentina | 2008    |
| Primera División       | Everton        | Chile     | 2009    |
| Copa Chile             | Everton        | Chile     | 2009    |
| Supercopa de Argentina | Boca Juniors   | Argentina | 2015    |
| Liga Águila            | Atlético Huila | Colombia  | 2018    |
| Primera División A     | Boca Juniors   | Argentina | 2020-21 |

### Campeonatos internacionales
| Título                  | Club (*)            | País      | Año  |
| ----------------------- | ------------------- | --------- | ---- |
| Campeonato Sudamericano | Selección Argentina | Argentina | 2006 |
| Juegos Suramericanos    | Selección Argentina | Argentina | 2014 |
| Copa Libertadores       | Atlético Huila      | Conmebol  | 2018 |

(*) Incluyendo la selección